# Steifes Eisenkraut
Das Steife Eisenkraut (Verbena rigida) ist eine Pflanzenart in der Familie der Eisenkrautgewächse (Verbenaceae). Es ist in Südamerika weit verbreitet und wird als Zierpflanze verwendet.

## Beschreibung

### Erscheinungsbild und Blatt

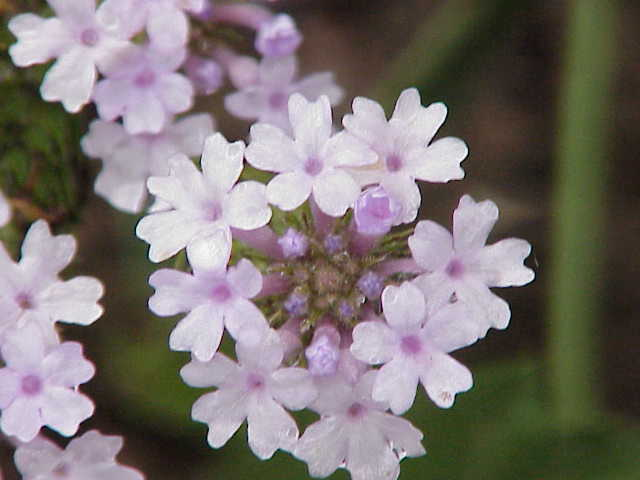
Blütenstand des Steifen Eisenkrautes (Verbena rigida) von oben.

Bei Verbena rigida handelt es sich um eine aufrechte bis ausladende, rau bis flaumig behaarte, ausdauernde krautige Pflanze, die Wuchshöhen von 20 bis 100 cm und Pflanzendurchmesser von 30 cm erreicht. Sie bildet Wurzelknollen als Überdauerungsorgane aus und die unterirdischen Sprossachsen sind verzweigt. Ihre Sorten werden aber meist als einjährige Pflanze kultiviert. Die einfachen bis wenig verzweigten oberirdischen Stängel sind vierkantig.
Ihre gegenständig angeordneten Laubblätter sind ungestielt. Die einfache, steife Blattspreite ist halb-stängelumfassend und bei einer Länge von 3 bis 10 cm sowie einer Breite von 1 bis 2,5 cm länglich-lanzettlich mit einem spitzen oberen Ende. Die Blattränder sind entfernt gezähnt bis gesägt. Die Blattadern sind deutlich zu erkennen.

### Blütenstand, Blüte und Frucht
Die Blütezeit beginnt im Hochsommer. Der endständige, lockere Gesamtblütenstand enthält an langen Blütenstandsachsen dichte, kurze, breite, ährige Teilblütenstände. Die lanzettlich-pfriemlichen Tragblätter sind länger als der Kelch.
Die sehr auffälligen, zwittrigen Blüten sind fünfzählig und leicht zygomorph mit doppelter Blütenhülle. Fünf grüne, behaarte Kelchblätter sind zu einem 4 bis 6 mm langen Kelch verwachsen. Die fünf hell bis intensiv violetten Kronblätter sind zu einer gekrümmten, 8 bis 10 mm langen, engen, gekrümmten Röhre verwachsen, die zwei- bis dreimal länger ist als der Kelch; die Krone besitzt einen Durchmesser von 5 bis 10 mm. Es ist nur ein Kreis mit vier Staubblättern vorhanden, die unterhalb der halben Länge der Kronröhre inseriert und diese nicht überragen. Zwei Fruchtblätter sind zu einem ellipsoiden, kahlen Fruchtknoten verwachsen. Der Griffel ist halb so lang wie die Kronröhre und die Narbe ist fast kopfig.
Es werden Kapselfrüchte gebildet.

### Chromosomenzahl
Die Chromosomenzahl beträgt 2n = 42.

## Verbreitung und Nutzung
Die Heimat von Verbena rigida ist Venezuela, Bolivien, Paraguay, Uruguay; in Brasilien die Bundesstaaten: Minas Gerais, Parana, Rio Grande do Sul, Rio de Janeiro, Santa Catarina, Sao Paulo; in Argentinien die Bundesstaaten: Buenos Aires, Chaco, Corrientes, Entre Rios, Jujuy, Misiones, Tucuman; in Chile die Provinz Santiago. Verbena rigida gedeiht vor allem in Küstenregionen sehr gut.
In vielen Ländern ist Verbena rigida verwildert.
Das Steife Eisenkraut wurde 1830 erstmals in England eingeführt und tauchte nur wenige Jahre später auch in deutschen Gärten auf. Man kann ihre Sorten als Zierpflanze vor allem für Blumenrabatten in Gärten und Grünanlagen verwenden.
Einige Sorten (Auswahl) sind 'Fliederblau', 'Polaris' ®, 'Santos', 'Violet Blue'.

## Systematik
Die Erstveröffentlichung von Verbena rigida erfolgte 1827 durch Kurt Sprengel in  Systema Vegetabilium, editio decima sexta, Voluminis 4, Pars 2, S. 230. Synonyme für sind Verbena rigida Spreng.: Verbena bonariensis fo. venosa (Gillies & Hook.) Voss, Verbena bonariensis var. rigida (Spreng.) Kuntze, Verbena bonariensis var. venosa (Gillies & Hook.) Chodat, Verbena doniana Steud., Verbena rigida fo. alba (Trivetts) Moldenke, Verbena rigida fo. lilacina (Benary & Bodger ex W.Harrow) Moldenke, Verbena rigida fo. obovata Hayek, Verbena rigida fo. paraguayensis Moldenke, Verbena rigida var. alba Moldenke, Verbena rigida var. glandulifera Moldenke, Verbena rigida var. obovata (Hayek) Moldenke, Verbena rigida var. reineckii (Briq.) Moldenke, Verbena rugosa D.Don, Verbena scaberrima Cham., Verbena scabra Marnock, Verbena venosa Gillies & Hook., Verbena venosa var. alba Trivetts, Verbena venosa var. lilacina Benary & Bodger ex W.Harrow, Verbena venosa var. reineckii Briq.